# HŠK Slavija Zagreb
Hrvatski športski klub Slavija (HŠK Slavija) osnovan je 2. lipnja 1918. godine u Zagrebu. 
Osnivači su bili Dragutin Šafar, Eduard Šivak, Miljenko Vukelić i Nikola Živković. Osnivači su živjeli u Maksimirskoj i Vlaškoj ulici. Dobio je ime po istoimenom praškom klubu.
Odmah po osnivanju sudjeluje u Prvom nogometnom ratnom prvenstvu grada Zagreba 1918. godine. Klub se u ljeto 1941. godine ujedinjuje s Ilirijom i Tipografijom u HŠK Zvonimir. Klub se obnavlja 1945. godine kao klub radnika i namještenika zdravstvenih i socijalnih ustanova. Konačno prestaje djelovati 27. ožujka 1964. godine.
Klupske boje 1932. bile su crvena i plava, a adresa Preradovićeva ulica 37/II.

## Natjecanja i uspjesi
Klub se natječe odmah po osnivanju u Prvom ratnom nogometnom prvenstvu grada Zagreba 1918. godine. Do 1941. godine uglavnom nastupa u nižim razredima prvenstva Zagreba. U najvišem razredu nastupao je 1920./21., 1931./32., 1933./34. i 1934./35. Nakon 1945. godine standardni je zagrebački ligaš (4. i 5. nogometni razred natjecanja)